# Rolfstorps distrikt
Rolfstorps distrikt är ett distrikt i Varbergs kommun och Hallands län. 
Distriktet ligger vid öster om Varberg. 

## Tidigare administrativ tillhörighet
Distriktet inrättades 2016 och utgörs av socknen Rolfstorp i Varbergs kommun.
Området motsvarar den omfattning Rolfstorps församling hade vid årsskiftet 1999/2000.